# Editto di Nantes

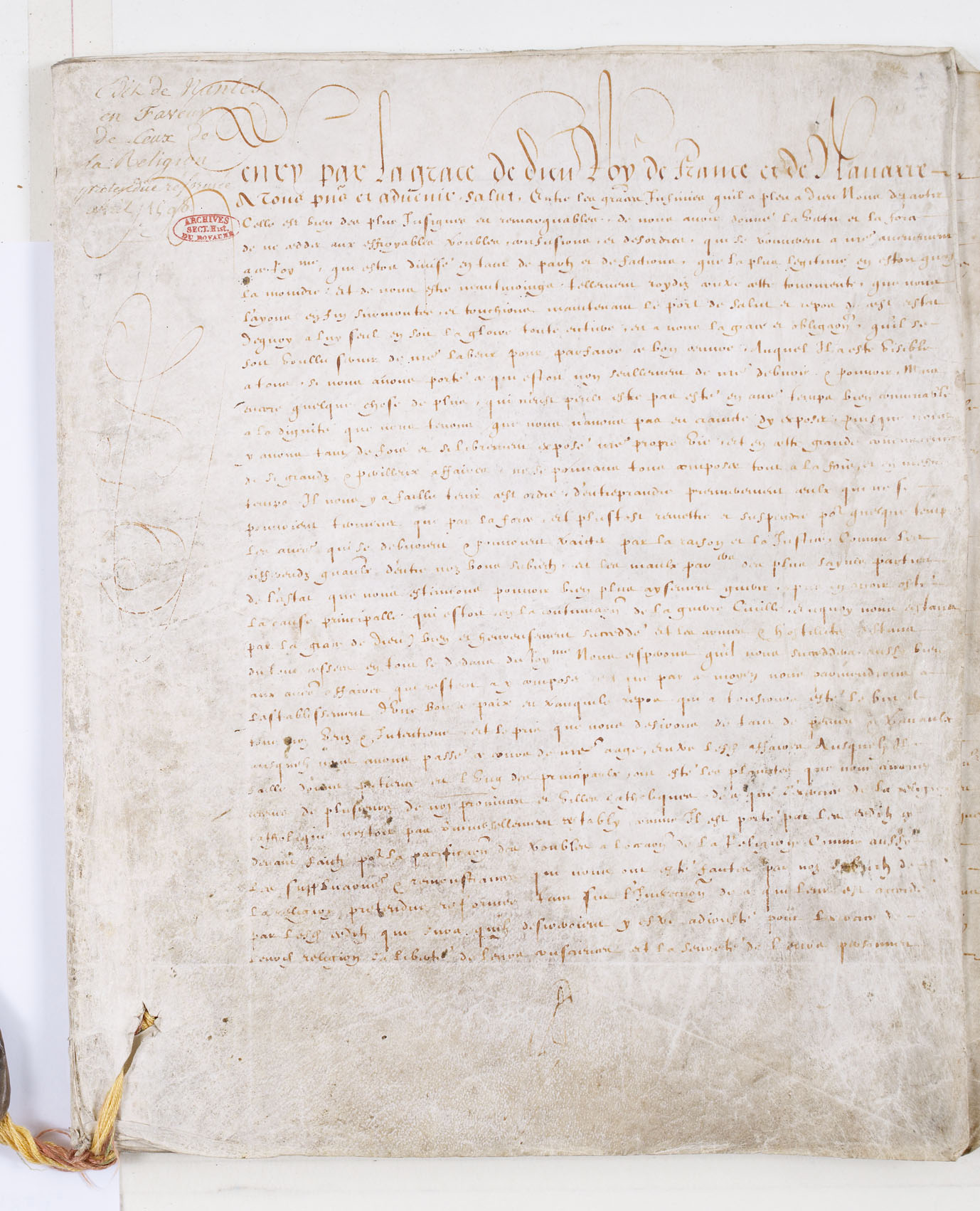
Editto di Nantes

L'editto di Nantes fu un editto proclamato a Nantes dal re Enrico IV nell'aprile 1598, che pose termine alla serie di guerre di religione che avevano devastato la Francia dal 1562 al 1598, regolando la posizione degli ugonotti (calvinisti francesi). Stabiliva che ci doveva essere un diritto di libertà, di culto e parità di diritti tra ugonotti e cattolici. Esso fu revocato nel 1685 da Luigi XIV con l'editto di Fontainebleau e ripristinato di fatto solo dall'editto di Versailles emesso da Luigi XVI nel 1787, alla vigilia della rivoluzione francese.

## Contenuti
|  | Per approfondire, leggi il testo Édit de Nantes (in lingua originale). |

L'editto:

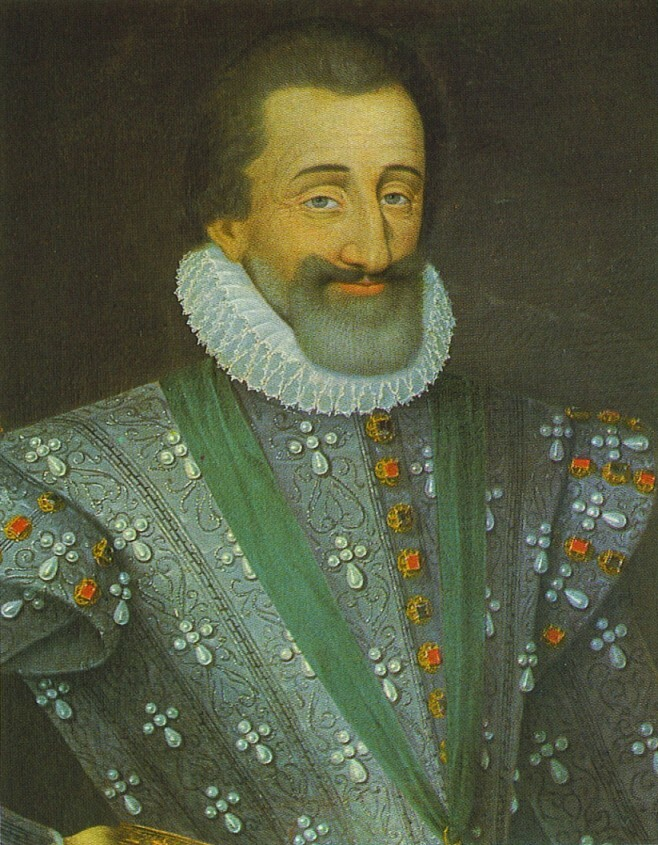
Enrico IV di Francia

- riconosceva la libertà di coscienza, cioè la libertà di avere convinzioni interiori e di comportarsi di conseguenza, in tutto il territorio francese;
- riconosceva la libertà di culto nei territori dove i protestanti si erano già installati prima del 1597, tranne che a Parigi, Rouen, Lione, Digione e Tolosa e l'inverso (cioè il divieto di praticare il culto cattolico) a Saumur, La Rochelle e Montpellier;
- riconosceva la possibilità di accedere a cariche pubbliche e scuole;
- concedeva ai protestanti un centinaio di piazzeforti.[3]

Nelle città di Bordeaux, Grenoble e Castres i protestanti ebbero il diritto di venire giudicati da tribunali costituiti per metà da loro correligionari.
Nell'editto, tuttavia, la parola "tolleranza" non compare mai: in quel tempo essa era associata ad un concetto negativo per entrambe le fedi. Ciascun credente si riteneva il detentore della verità assoluta e colui che praticava un altro credo pregiudicava così la propria vita eterna e quindi era un dovere impedire che "l'altro" permanesse nell'errore. Ciascuna fede pretendeva pertanto il diritto di salvare, anche con la costrizione fisica, gli appartenenti alla fede avversa. Pertanto i cattolici considerarono l'editto un mezzo per contenere l'espansione protestante, in attesa della futura estinzione del nuovo credo, mentre i protestanti lo considerarono nient'altro che una pausa nell'impegno doveroso di conversione dei cattolici.
L'editto pose fine alle cosiddette guerre di religione francesi.

## Attuazione e revoca

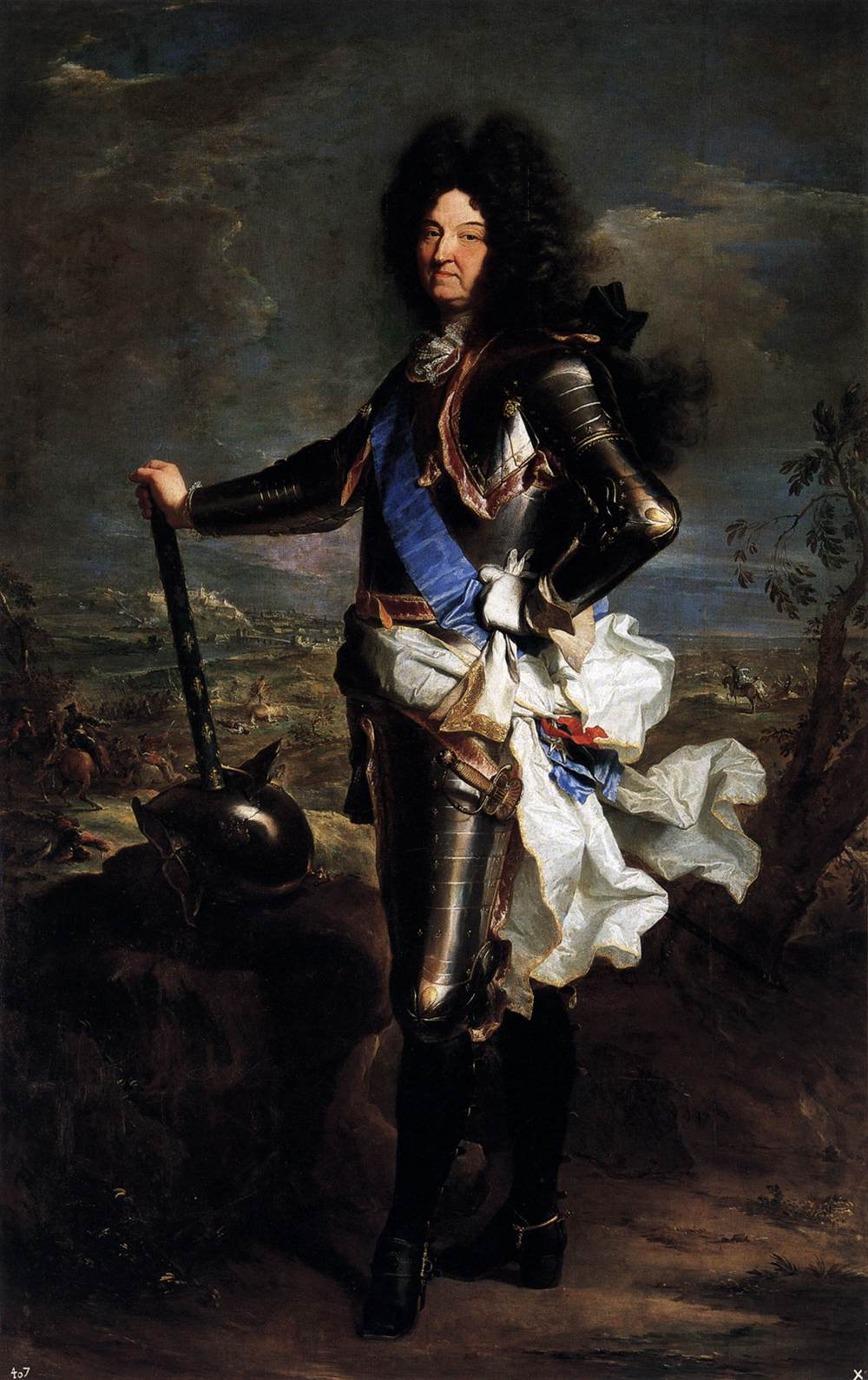
Luigi XIV, il Re Sole

I provvedimenti contenuti nell'editto non furono mai pienamente posti in atto e si assistette a un'abrogazione progressiva. La concessione ai protestanti di mantenere piazzeforti militari fu revocata da Luigi XIII con la promulgazione dell'editto di Alès (28 giugno 1629). L'editto, che seguì l'inizio dell'assedio di La Rochelle (iniziato nel 1628), vietò le assemblee politiche e soppresse le posizioni militari protestanti, ma mantenne la libertà di culto nel regno (sempre esclusa Parigi).
Nel 1660 Luigi XIV iniziò una politica di conversione dei protestanti al cattolicesimo associata a forme di persecuzioni, fra le quali le dragonnades. Questa azione di conversione più o meno forzata fu ufficialmente piuttosto efficace, ma si videro numerosissimi casi di protestanti neoconvertiti che continuavano a praticare clandestinamente la loro fede precedente. Il numero ufficiale dei protestanti si ridusse drasticamente e l'editto di Nantes rimase così svuotato del suo contenuto.
Con l'editto di Fontainebleau del 18 ottobre 1685, controfirmato dal cancelliere Michel Le Tellier, Luigi XIV revocava definitivamente l'editto di Nantes e riprendevano le persecuzioni contro i protestanti. Ciò comportò una forte emigrazione di questi ultimi verso l'Inghilterra e le sue colonie della Virginia e della Carolina del Sud, la Germania, la Svizzera, il Sudafrica e i Paesi Bassi, in particolare verso le sue colonie nordamericane degli attuali stati di New York e New Jersey. Si trattava prevalentemente di artigiani o di membri della borghesia (si parla di una cifra intorno ai 200.000), il che favorì l'economia dei paesi accoglienti a scapito di quella francese.

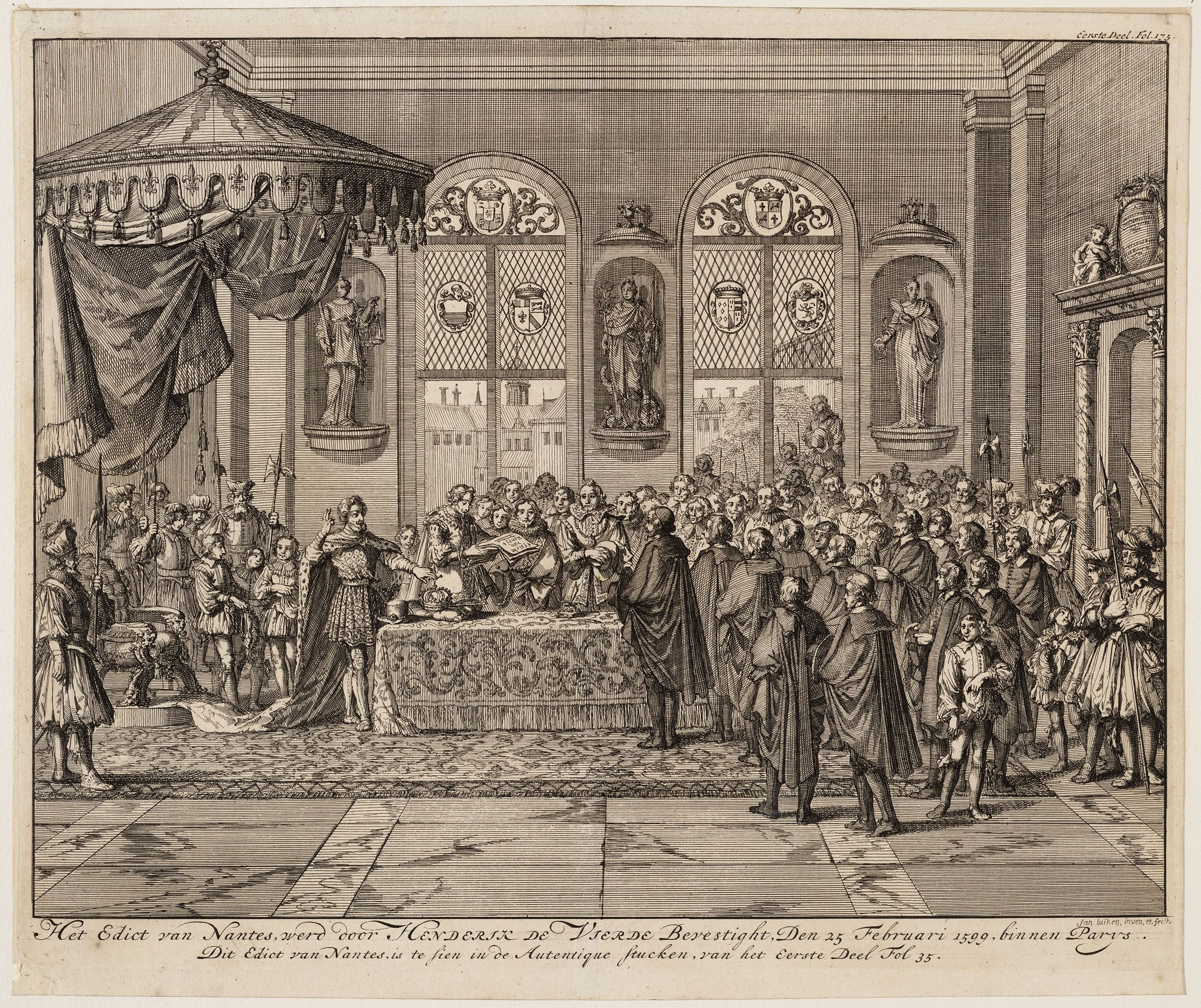
Proclamazione dell'editto di Nantes davanti al Parlamento di Parigi

Morto Luigi XIV nel 1715, sotto i suoi successori la politica persecutoria si attenuò e molte comunità protestanti sopravvissero sul territorio francese. Nel 1787 Luigi XVI mise ufficialmente e definitivamente fine alle persecuzioni con l'editto di tolleranza, ma la restituzione piena dei diritti ai protestanti ebbe luogo solo due anni dopo, con la rivoluzione francese.